# Station Szczecin Mścięcino
Station Szczecin Mścięcino was een spoorwegstation van de spoorlijn Szczecin Główny - Trzebież Szczeciński, die zich nabij de grens tussen Szczecin en Police bevond.

## Algemene informatie
Szczecin Mścięcino is het laatste spoorwegstation van de spoorlijn naar Trzebież aan de administratieve grenzen van Szczecin. De naam komt van het nabijgelegen wijk van Police - Mścięcino. De dichtstbijzijnde bushalte is "Police Palmowa". In 2002 werd de station gesloten voor personenvervoer.

## Vorige namen
- Messenthin (1898 – 1945)
- Mieszęcin (1945 – 1946)
- Mścięcino (1946 – 1947)[1]